# 名車再生!クラシックカー・ディーラーズ
『名車再生！クラシックカー・ディーラーズ』（めいしゃさいせい！クラシックカー・ディーラーズ）は、CS放送ディスカバリーチャンネルで放送されているバラエティ番組。シーズン12まではイギリスのAttaboy制作、シーズン13以降はDiscovery Studiosの制作で、本国での番組名は『Wheeler Dealers』。後述の通り、日本でも（順番の前後はあったものの）2016年からはインターネットテレビ「AbemaTV」で一部無料配信されていた、BS11で2018年から『ディスカバリー傑作選 未知の映像博物館』枠内で不定期に2時間2エピソード、その後2019年10月から2020年9月、2021年7月から『ディスカバリー傑作選』の土曜日枠で毎週1エピソード放送されている。また、BS11では2021年4月から9月までこれとは独立した形で『名車再生！クラシックカー・ディーラーズ』として毎週金曜日に毎週1エピソードが、後に日機装の提供がつくまで解説テロップが除かれた見やすいものが並行して放送されていた。
本稿では本作のスピンオフ的作品である『名車再生！マイクのワールドツアー』ならびに『名車再生！あの車は今』、『名車再生！Top5』、『名車再生!ドリームカー大作戦』、『マイクの深掘りクルマワールド』、『名車誕生！アントのレースカー・プロジェクト』、『決定！世界最高の車』、『名車再生!ワールドツアー』についても述べる。

## 概要
番組のホスト兼ディーラー役であるマイク・ブルーワーが購入してきた中古車を、メカニックが修理（レストア）し、転売する過程をドキュメント調に描く。邦題ではクラシックカーという言葉が用いられているが、対象とする車種は1950年代のものから2000年代のものまで幅広い。
メカニック役として、放送開始からシーズン13まではエド・チャイナ、シーズン14からシーズン16まではアント・アンステッド、シーズン17からはマーク・エルヴィス・プリーストリーがそれぞれ出演している。
番組の構成はほぼ固定化されており、マイクの中古車購入（試乗含む）→メカニックへのお披露目→メカニックによるレストア作業ならびにマイクのパーツ調達・外注修理の依頼と見学→完成車両の試乗→マイクによる転売、という流れである。
放送開始からシーズン6までは1エピソードを30分番組2回ずつで構成していたが、シーズン7以降は1時間番組に変更された。イギリス本国ではシーズン6以降、1つのシーズンを春と秋の2部に分けて放送している。
シーズン12で新たにアメリカ・カリフォルニア州に作業拠点を設置し、同シーズン前半は車両の調達とレストアを主に同国内で行った。同シーズン後半で一時的に拠点はイギリスに戻ったものの、続くシーズン13からシーズン16まではカリフォルニア州へと拠点を本格的に移した。その後、シーズン17より拠点を英国内へ戻している。また、マイクの中古車の購入は事前にメカニック（エルヴィス）と合意してから購入する形に変更している。

## 特徴
- このような古い車のレストア番組は欧米で多く作られているが、その多くが登場人物の対立などを多く描くリアリティ番組と呼ばれる形式なのに対し、本番組は古くなった車を自分で修理や改造、改良する事を前提とし、レストア作業の内容を細かく描写することに主眼を置いている。
- 車の購入販売交渉やパーツの調達、外注修理の発注などはマイクが担当し、修理や改造部分はメカニック（エド・アント・エルヴィス）が担当する（塗装の傷埋めなど簡単な修復についてはマイクが行うこともある）。役割分担は明確に分かれており、二人の車に関する様々な知識や解説もみどころである。運転、改造、修理、パーツ調達や車の楽しみ方のそれぞれの分野を幅広くとりあげている。
- レストア以外にも現在の環境基準に適合する改良（主に排ガスや有鉛ガソリン仕様を無鉛ガソリン仕様やE10(エタノール10％)燃料対応への変更）や外装のカスタマイズパーツの変更やカスタムペイント、世界の車を扱うためイギリス国内仕様への変更（主に進行方向に合わせたライトの光軸の変更）なども行う。扱う車が抱えている弱点を改善する（排気効率の見直しや点火ポイント変更や対策品の交換など）。番組が開始された時代から現代までの間に変化した技法も紹介。作業方法や進化してゆくマテリアル類の性質や種類や使用方法や作成方法も解説する。同じ車メーカー内の共通するパーツの流用や年式の違う車からのパーツ流用でバージョンアップするなどありとあらゆる車の改造テーマが盛り込まれている。
- 車を調達した後にマイクとメカニック（エド・アント・エルヴィス）の話し合いでレストア作業の方向性を決める。マイクが車を試乗した時に感じた不具合をメカニックに伝えて点検を行う。安価で簡単な作業で済む場合もあるが、車の保存状態や経年劣化、既に生産終了でパーツが入手困難となり高額出費になってしまう大修理になる場合も多く、話し合いでもめることも度々ある。決められた予算内で修理をすることになっているが、修理中に故障している箇所が新たに見つかり、予算オーバーとなる場合もたびたびある。かけた経費ぎりぎりあるいは以下でしか転売できず、赤字になってしまうことも数回あった。いかにして経費を抑え、高値で売って利益を出すか、二人のこれまでの経験と勘とアイディアでいかにしてピンチを乗り切るかが番組の見所である。
- 古い車を扱うにあたってオリジナルの状態をいかに復元していくかが見所ではあるが、既に交換パーツの生産・販売が終了していることが度々あり、イギリス国内のほかヨーロッパ各国にいる車のパーツの代用品や加工に精通しているメーカーや職人に相談して対策している。最新の技術と昔から変わらない技術の作業で古い車のパーツ製作や加工がおこなわれているのか、マイクとエドが工場に訪れて紹介している。番組の人気とともに作業環境も進化していき初期の頃は町の工場のような場所から現在は修理に必要な工具などはほぼ揃えてある。排気マフラーやエキゾーストマニホールドも材料を購入すれば制作できるようになった。
- 初期のシーズンでは、レストア予算（レストア車の購入費も含む）は比較的低額であり（番組内でも、マイクが「総額は◯◯ポンド」とナレーションしていた）、その予算内で必要な整備を行って少しでも高い値段で転売を試みる内容であった。このため、一部パーツの交換を見送る事があり、再塗装も一部のみ実施する程度であったが、シーズンが進むにつれて予算額も増加し、可能な限りオリジナルに近付ける様になっていった。
- アメリカ車を取り扱う場合、在庫が豊富でありしかも安価との理由で、マイクが渡米して車両本体やカスタムパーツ、イギリスでは入手困難なジャンクパーツの買い付けを行うことがある[7]。これまでマイクがアメリカで車両の買い付けをして、レストアをイギリス国内でエドが作業して転売する回があった。シーズン12からシーズン16まで（シーズン12は前半のみ）は、アメリカに作業拠点を移している。アメリカに移っていた間は、車文化の違いなどをイギリス人の目線から解説した。
- レストアが完了した時点で車両の購入代金・補修部品費・外注費（場合によってはこれらに追加して輸送費・関税や渡航費）からなる総費用が提示されるが、この中にはキャストの人件費は含まれない。なおシーズンによっては工数（作業時間）も示される。11/12回目のフォード・カプリで初の赤字が発生しその後も何度か赤字になったが、放送回を重ねるにつれて無くなっていった。価格の表記は、イギリスで実施している際はポンドで提示され、イギリス国外で車を購入した際はドル・ユーロでも購入価格をコメントで説明している。アメリカで実施していた際はドルで提示した上で、ポンド換算でのおおよその価格も出演者達のコメントで提示していた。
- DIYの啓蒙といった体裁をとっており、作業中のメカニックがその作業のコストに関するコメントをする事がある。エドの場合は「ご自分で作業すれば○○ポンド（または○○ドル）の節約になります」、アントの場合は「もし業者に依頼すれば○○ドルかかるでしょう」というフレーズを多用したが、エルヴィスの場合は「通常の値段の○○（主に半分または○分の○）以下」といった形になる。初心者やサンデーメカニックの視聴者が修理に手をつけても途中で投げ出さずコツコツと忍耐強く作業することで修理代を抑えることができることを言っている。自宅に作業するガレージがない人もレンタルガレージを使用したり工具をレンタルできることもアドバイスしている。修理やパーツ、ケミカル類の交換で出た廃棄物の処理の方法なども解説している。パーツ交換のコツや方法、テクニックも解説する。
- 一方で、ブレーキなど安全に直結するパーツの交換や交換後の処理については、「難しい場合はプロに頼みましょう」といった形で視聴者に無理をさせないように促すこともある。また番組中でクラシックカーのパーツの作成や修復をする職人に作業を託した場合は、利用することで職人の存在や作成・修復技術を維持することが出来る観点から、「積極的に利用しましょう」とも推奨している。
- 修理を終えた車は修理箇所のチェックのためマイクとメカニック（エド・アント・エルヴィス）で試乗する（シーズン4まではマイク1人で試乗していた）。一般道の他、クローズドコース（サーキットや私有地やクロスカントリーコース）など一般道ではチェックしにくい高速スピードでの不具合がないか試される。また、修理した車にちなんだ場所で映画やテレビドラマなどのロケ地やメーカーの生産拠点の工場へ出向き、車が活躍していた当時の気分を味わう。人気の車のオーナーズクラブのメンバーや車を生産した技術者との交流も行われる。
- 番組で取り上げた車は中古販売される。インターネットに広告を掲載して一般の人に直接マイクが販売する。インターネットの普及でヨーロッパ各国からの問い合わせが多く、わざわざ作業場まで足を運んでくる人も多い。また、代理人を通して日本に販売されたこともあり（フォルクスワーゲン・タイプ181）、希少な車種や熱狂的なファンの多い車も多く、ファンが集まるクラブミーティングの会場で直接声かけして売ることもある。場合によっては元の売主が買い戻したり、メルセデス・ベンツ 500SEC の回のように改造パーツ提供者に販売することもある。また、回によっては試乗前に買い手が決まるケースもある（トヨタ・セリカやジャガー・XJ6、BMW・335i ツーリングが該当）。113回でレストアしたBMW・イセッタはBMWのイギリス法人が広報車として、166回でレストアしたホンダ・シビックCVCCはホンダのアメリカ法人が展示車としてそれぞれ買い取っているなど、メーカーが購入することもある。

## 出演者
マイク・ブルーワー Mike Brewer （声：佐久田脩、上田燿司）
1964年8月28日、ロンドン生まれ。身長183cm。シェフィールドにある中古車専門店「Mike Brewer Motors」のオーナーで、取り扱う車の購入・転売・部品の調達を担当する。
シーズンが進むにつれ、たまに塗装の修復、外装のドレスアップなども担当するようになり、シーズン13以降作業場にはマイク専用の工具箱（工具も含め自費で購入）が置かれるようになった。また部品の修理を外注した際には、業者の作業（主にサンドブラスト処理など）を手伝うことが多い。
黄色い車が嫌いで、黄色い車を購入した際はメカニック（特にエルヴィス）に揶揄されることが多い。シーズン17以降、国内での移動にはランドローバー・ディスカバリー4を使用する。
エド・チャイナ Edd China （声：川本克彦）
1971年5月9日、ロンドン生まれ。ロンドン・サウスバンク大学で工業デザインを学ぶ。番組内ではメカニックであり、高度な技能や設備を必要とする作業以外はほぼ自らの手で修理する。「最も速く走る家具」のギネス記録保持者（時速148 kmで走行するソファ）でもある。身長201 cm（6 ft 7 in）の長身。“Grease Junkie”と称するガレージとショップを経営しており、通信販売も行っている。シーズン13の出演を最後にこの番組を去ると発表した。エドによれば、このシーズンから実際の番組制作を担当することになったベロシティ・チャンネル（ディスカバリーチャンネル傘下）が「作業場のシーンを減らせ」等番組スタイルの変更を要求し、話し合ったものの合意に至らなかったため降板に至ったという。
アント・アンステッド Ant Anstead （声：中井和哉）
1979年3月28日、デボン州プリマス生まれ。身長190cm、体重100kg。英国の放送局、チャンネル4の番組『For the Love of Cars』にも出演するメカニック、カーデザイナー、カービルダー。転職前は警察官だった。シーズン14からエドの後任のメカニックとして出演。 2020年11月にシーズン16の出演を最後にこの番組を去ると発表し、今後は特別番組でゲストとして登場する予定としているが、ディスカバリーチャンネルの別のレストア番組『セレブの恩返し 夢の車大作戦』のメカニックとして出演している。
マーク・エルヴィス・プリーストリー Marc "Elvis" Priestley（声：保村真、遠藤純平)
1976年10月6日、ロンドン（ブロムリー）生まれ。シーズン17からアントの後任のメカニックとして出演する元F1メカニック（マクラーレンに在籍）。 マイクから通称の「エルヴィス」で呼ばれている。当初は『名車再生!ドリームカー大作戦』でマイクとコンビを組んで、メカニックとしてレストア車の整備を行ったが、アントが降板した事がきっかけで、当番組のメカニックに抜擢された。なお、引き続き『ドリームカー大作戦』のメカニックも担当する。
パーツやエンジンの修理等での国内での移動にはランドローバー・ディフェンダーを使用する。
ポール・ブラックリー Paul Brackley
不定期に出演するアシスタントであり、自走できない車両をトランスポーターで搬送する際の運転を担当したり、重量物やエド一人では行えない作業が発生したときに登場する。本番組のテクニカルアドバイザーでもある。また、マイクが購入する中古車の情報を提供することもある。
フィル・モートン Phil Morton
不定期に出演するアシスタント。ポールが出演しない回、かつエドが一人で行えない作業がある際にサポートする。出演する回は少なく、車の運転などはせずエドのサポートのみを行う。登場するとエンディングテロップでもテクニカルアドバイザーがポールではなくフィルが記載される。まれに2人とも記載される場合が後述の2回以外にもある。シーズン13で降板したが、『名車再生!ドリームカー大作戦』のシーズン1に出演してエルヴィスのサポートをしている。
ハリー
シーズン17及びドリームカー大作戦シーズン2以降不定期に登場する輸送係。
基本的にポールとフィルは上記の通り、どちらか一人しか出演しないが、二人が共演した回として、メッサーシュミット・KR200（KR200が積まれたバンの後方から車を降ろす役割）とシトロエン・HYバン（完成後のテストドライブのシーンで車内販売の店員に扮する）がある。
なお、シーズン13のエド降板と同時に、理由は不明だがポールとフィルの出演もなくなった。アントとエルヴィスはアシスタントを置かずに一人で作業しているため、人手がいる際は必要に応じて数人（アントの場合はマイクまたは番組スタッフ。エルヴィスの場合は主にメカニック仲間、時にはマイクや輸送係のハリー）が手伝っている。

## スピンオフ作品

### 名車再生!あの車は今
- 番組の原題は"Wheeler Dealers Revisited"、2010年に放送された。日本での放送は2015年4月 - 5月。
- エドとマイクがかつて手がけた車を振り返り、さらに現在の持ち主を訪ねていく。
- 取り上げられた車は放送順にジープ・CJ7、アルファロメオ・スパイダー、ポルシェ・911タルガ、BMW・635CSi、マツダ・MX-5の5台である。

### 名車再生!マイクのワールドツアー
- 番組の原題は"Wheeler Dealers Trading Up"。当番組のシーズン10以降の本編未放映時期に放送されている（シーズン10は春期と秋期の間、シーズン11は秋期終了後）。
- マイクが世界各国をめぐり、中古車の購入と転売を繰り返すことで手持ちの現金を増やし、最終的に高額なスポーツカー[20]を購入することを目指す。エドは登場しない。
参照：w:Wheeler Dealers#Trading Up 2

### 名車再生!Top5
- 番組の原題は"Wheeler Dealers Top5"。2013年に放送された。
- 当初はアメリカ向けに制作されたが、後に各国でも放送された。
- 実質的にはシーズン9までの総集編であり、マイクが4つのテーマ（80年代のアイコン車、アメ車、コンパクトカー、パフォーマンスカー）で選んだ各5台と視聴者が選んだ5台の合計25台がカウントダウン方式で紹介された。
- 因みに、シーズン12の特別編として「エド大活躍トップ10」（原題は"Top10 Edd-aches"）が放送された。こちらは、エドがシーズン12の前半までレストアしてきた車の中から、自選で最も作業に苦労した車の上位10台（1位とした車が2台あったので合計11台となった）をカウントダウン方式で紹介したものだった。

### 名車再生!ドリームカー大作戦
- 番組の原題は"Wheeler Dealers Dream Car"。2020年（シーズン1）・2022年（シーズン2）に放送されている。
- マイクが夢の車を求めている依頼人の車を購入してレストアしてから転売。その儲けと依頼人からの手付金を加えてより高価な車や高値で転売出来そうな車などを購入。 それを繰り返して購入資金を増やし、依頼人の夢の車を手に入れるまでを追う。
- マイクと共演するメカニックはF1のメカニックを務めていたマーク・エルヴィス・プリーストリー（Marc "Elvis" Priestley）[21]で、買い付けてきた車を整備する。イギリス国内で収録しているため、アントは登場しない。シーズン2では、『クラシックカー・ディーラーズ』のシーズン17からの作業場で整備を行なっている。
- 日本では、シーズン1は日本時間2020年4月13日[22]、シーズン2は日本時間2022年5月23日にいずれも22:00より放送開始。

### マイクの深掘りクルマワールド
- 番組の原題は"Mike Brewer's World Of Cars"。2020年に放送された。日本での放送は同年10月12日22:00に放送開始。
- マイクがアメリカとイギリスのディープなクルマ文化を紹介する。 ここでマイクは訪れた街で車を見つけ、作り、運転することへの愛情を共有する人々を出会い彼らと触れ合う。

### 名車誕生!アントのレースカー・プロジェクト
- 番組の原題は"Ant Anstead Master Mechanic"。2019年に放送された。日本での放送は2021年10月だが、2020年10月にディスカバリー・ジャパンの動画配信サービス「Dplay」（2021年1月に終了）で配信されていた。日本語への吹き替えは行われていない。
- アントがアルファロメオ158を手に入れるという子供の頃からの夢を実現しようとする。実車は現在約20億円もすると言われ、アントが大金を持ち合わせているわけでもないし、マイクに頼むのも無理な話である。それならば、自分で一からそのトリビュートカーを作り上げようとアントは思い立つ。
- 収録時、当時アントの妻であったクリスティーナ・ハーク（現在は離婚）は妊娠中で、あと約3ヶ月後に出産予定（性別判断で男の子だった）だった。そこでアントは、その間に生まれてくる子供のために当番組の撮影休止と重なった事もあって、この計画を実行することとなった。

### 決定!世界最高の車
- 番組の原題は"World's Greatest Cars"。2020年に放送された。日本での放送は2021年11月15日22:00に放送開始。
- マイクがホストを務め、マイクが選んだテーマでアント、エルヴィスなど10人の車のエキスパート[23]たちによってノミネートした5台の車を、エキスパートがパネラーとなってノミネート車の魅力や欠点を余すところなく語り、多数決で「世界最高の○○車」を決めて行く[24]。

### 名車再生!ワールドツアー
- 番組の原題は"Wheeler Dealers World Tour"。当番組のシーズン18以降の本編未放映時期に放送されている。初回放送は2024年5月で、シーズン1は全10エピソードを放送。日本では2025年4月14日から放送開始。
- 本作品同様のスピンオフである「名車再生!マイクのワールドツアー」ではマイクが訪れた国で中古車を買い付けるのみだったが、今回はエルヴィスも同行して中古車の買い付けとレストアを行い、本編同様に売却する。